# PROTO (réacteur)
PROTO est le nom donné à un réacteur de fusion nucléaire qui devrait être le successeur des projets ITER et DEMO. Ce réacteur ne sera pas construit avant les années 2050. Il fait partie de la stratégie à long terme de la Commission européenne pour la recherche sur l'énergie de fusion. PROTO agirait comme un prototype de centrale électrique, prenant en compte toutes les améliorations technologiques des projets antérieurs et démontrant la possibilité d'une production d'électricité commerciale de fusion. Il pourrait s'agir d'une deuxième partie de l'expérience DEMO / PROTO,,. 